# Claudio Bisogniero

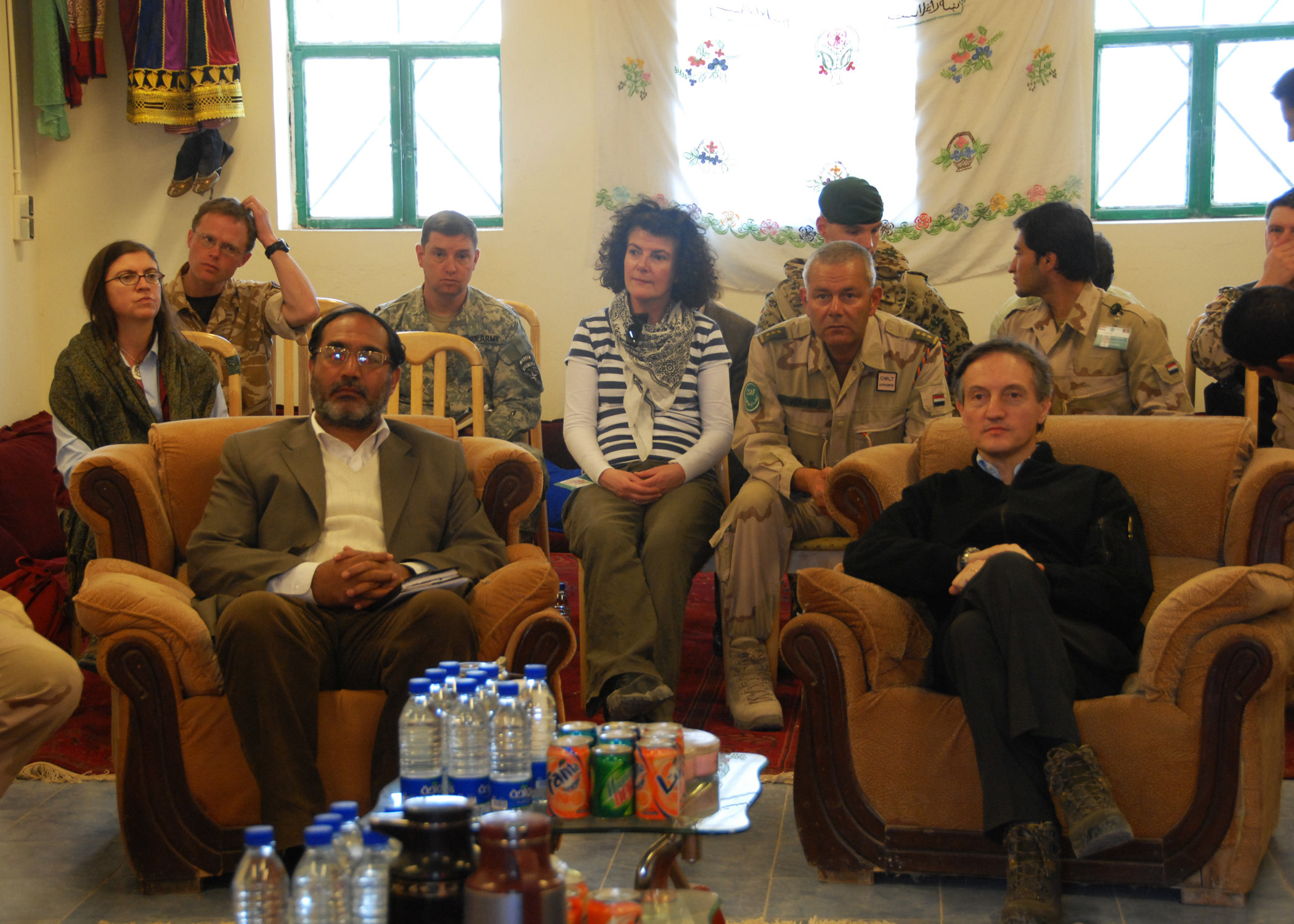
Governador Asadullah Hamdam e Secretário-Geral Adjunto da NATO Claudio Bisogniero

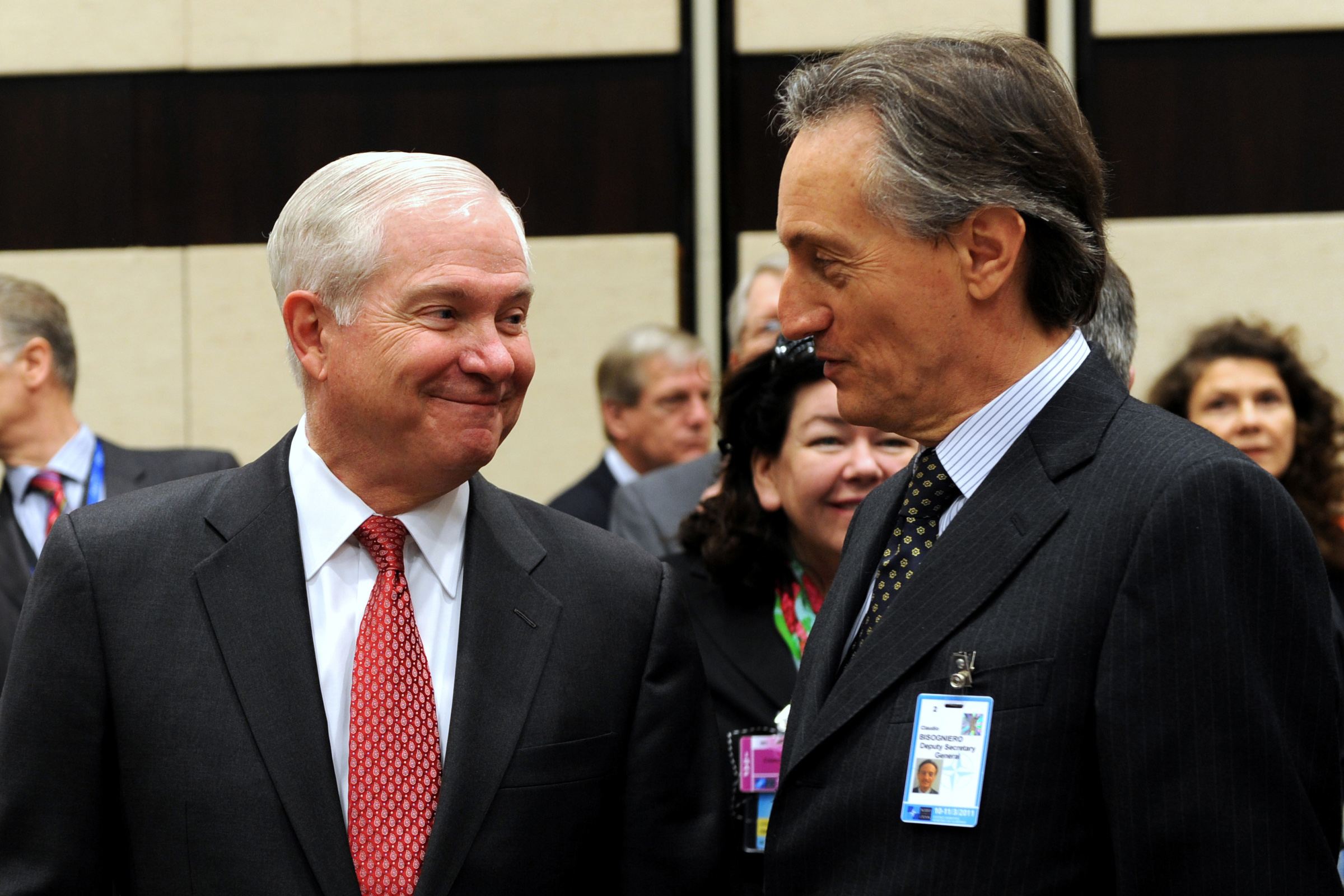
O Secretário da Defesa, Robert M. Gates, fala com o Secretário-Geral Adjunto da NATO, Claudio Bisogniero, na sede da NATO em Bruxelas

Claudio Bisogniero (nascido em 2 de julho de 1954, em Roma) é o Representante Permanente da Itália na NATO desde 2016. De 2007 a 2012, foi Secretário-Geral Adjunto da NATO antes de servir como Embaixador nos Estados Unidos (2012 – 2016).
Ele formou-se na La Sapienza, em 1976. em ciências políticas.